# Guillaume Manès
Pour les articles homonymes, voir Manès.
Guillaume Manès (dit William Manès), né le 22 ventôse an VI (12 mars 1798) à Saujon (Charente-Inférieure) et mort 16 mai 1881 à Saujon, est un géologue français, ingénieur du Corps des mines.

## Biographie
Guillaume Manès est nommé élève de 1re classe au corps des Mines de l'École polytechnique le 1er janvier 1819, et est nommé ingénieur le 28 janvier 1822,.
Il prend sa retraite en 1853 ou 1855 et meurt en 1881. Sa fille Aline épouse en 1853 Victor Raulin (1815-1905), professeur de géologie à la Faculté des sciences de Bordeaux.
Il est l'auteur de la Description géologique et industrielle du département de la Haute-Vienne (1833), ouvrage dans lequel il avait en particulier décrit le cratère d'impact météoritique de Rochechouart-Chassenon, auquel il avait donné une origine volcanique.